# Hum (miasto Trebinje)
Hum (cyr. Хум) – wieś w Bośni i Hercegowinie, w Republice Serbskiej, w mieście Trebinje. W 2013 roku liczyła 13 mieszkańców.